# Ectasiocnemis contorta
Ectasiocnemis contorta es una especie de coleóptero de la familia Scraptiidae.

## Distribución geográfica
Habita en Afganistán.